# Indre (rivier)
De Indre is een rivier in Midden-Frankrijk. Het is een zijrivier van de Loire met een lengte van 265 km. De belangrijkste zijrivier is de Igneray. De monding van de Indre bevindt zich in de gemeente Avoine.

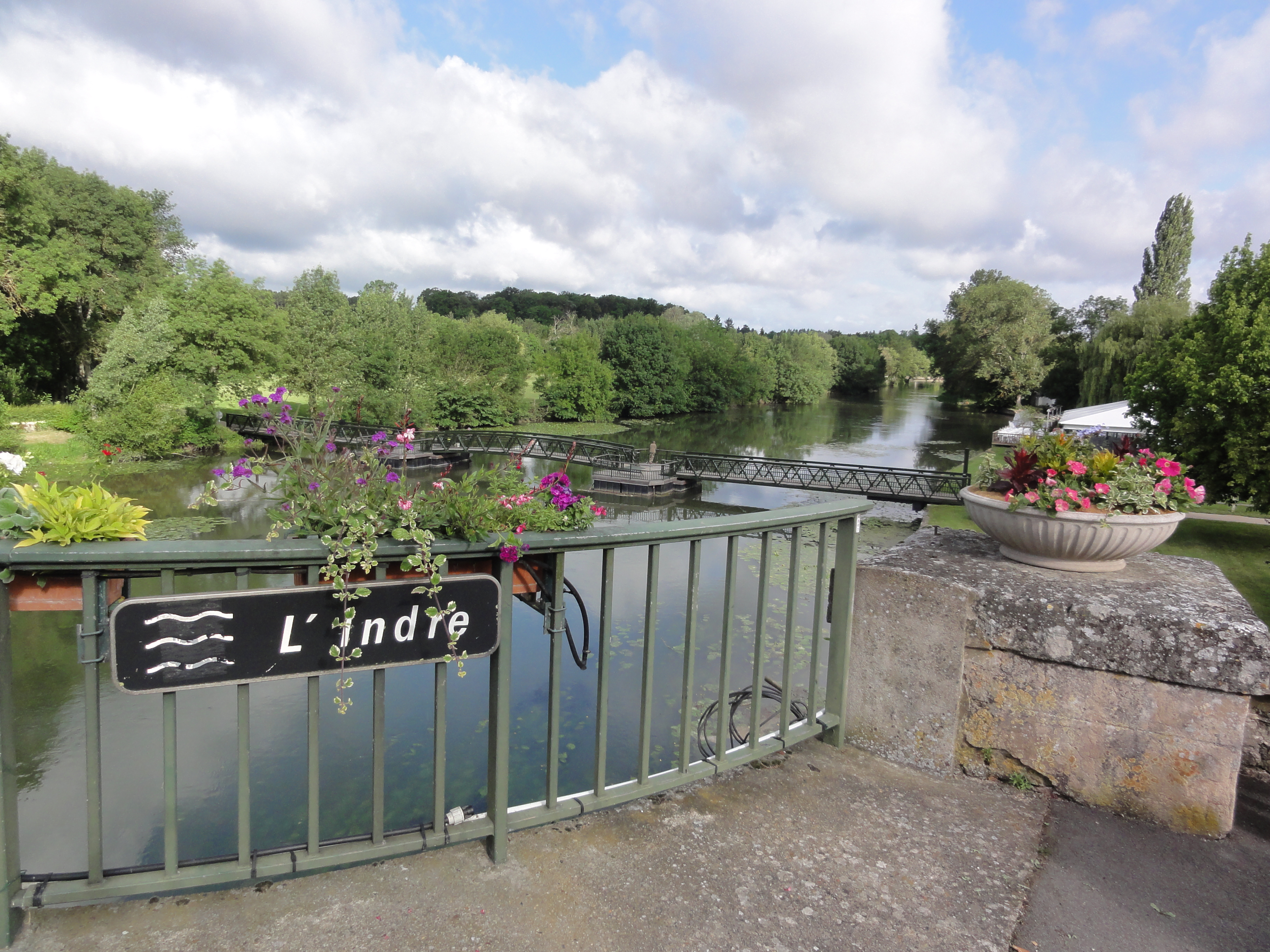
De Indre in Montbazon

Zij doorloopt de volgende departementen :
- Creuse in de regio Nouvelle-Aquitaine
- Cher, Indre en Indre-et-Loire in de regio Centre-Val de Loire

De volgende gemeentenamen verwijzen naar de rivier:
- in het departement Indre: Châtillon-sur-Indre, Mers-sur-Indre, Palluau-sur-Indre, Sainte-Sévère-sur-Indre, Villedieu-sur-Indre
- in Indre-et-Loire: Azay-sur-Indre, Chambourg-sur-Indre, Reignac-sur-Indre, Verneuil-sur-Indre

- Gemeinsame Normdatei: 7517046-2
- Virtual International Authority File: 5262148574316024430005